# Свик, Майк
Майкл Тимоти Свик (англ. Michael Timothy Swick; 19 июня 1979 Хьюстон, Техас, США) — американский профессиональный боец смешанных единоборств. Большую часть своей карьеры, выступая за средний дивизион UFC. Присоединился к UFC после участия в первом сезоне The Ultimate Fighter. После завершения карьеры Свик работает тренером в Американской академии кикбоксинга вместе с выдающимся бойцом полусреднего веса Джоном Фитчем.

## Ранние годы
Свик родился в Хьюстоне, штат Техас, 19 июня 1979 года. Майк учился в средней школе Кэти. Стремясь стать морским котиком и вдохновлённый фильмом «Парень-каратист», Свик начал заниматься тхэквондо. Затем он участвовал в любительских боях в Техасе, прежде чем они были запрещены.

## Карьера

### Начало
Свик начал свою профессиональную карьеру в небольших промоушенах, в том числе на ранних турнирах World Extreme Cagefighting (WEC). После 5 побед он бросил вызов Крису Лебену за титул чемпиона WEC в среднем весе. Он проиграл бой нокаутом на 45 секунде второго раунда.

### The Ultimate Fighter
После своего первого профессионального поражения Свик принял участие в первом сезоне The Ultimate Fighter, реалити-шоу, созданного UFC. Он выступал в полутяжелом весе в команде Рэнди Кутюра. Крис Лебен также участвовал в качестве товарища по команде Свика. Лебен раздражал Майка, постоянно напоминая о своей победе над ним. Первый бой Свика в шоу произошел во время полуфинала. Он встретился со Стефаном Боннаром, но потерпел поражение сдачей, после проведённого соперником ручного треугольника, на 4:55 первого раунда и выбыл из шоу.

### UFC
На UFC Ultimate Fight Night (или UFC Fight Night 1) Свик победил Гидеона Рэя нокаутом всего через 22 секунды после начала первого раунда, получив прозвище «Быстрый» от диктора UFC Майка Голдберга.
Свик оправдал свое прозвище, ещё несколько раз подряд победив досрочно в последующих боях. Он провел два удушающих приема гильотиной в первом раунде над Стивом Виньо и Джо Риггсом на UFC 58 и UFC 60 соответственно. Свик в шутку назвал этот ход своей «Свик-отиной». На UFC 63 Майк встретился с бывшим претендентом на титул Дэвидом Луазо и одержал победу единогласным решением судей. Во время боя он получил повреждение связок руки.
Первое поражение Свика в UFC произошло на UFC 69, когда он проиграл единогласным решением судей японцу Юсину Оками в бою в средней весовой категории. После этого Криса Лебена попросили провести матч-реванш со Свиком на UFC Fight Night 11, но Лебен отказался от боя, позже заявив, что его руководство отказалось от боя без его ведома. Затем Свик должен был драться с Джонатаном Гуле, но отказался от боя из-за травмы ребра.

### Переход в полусредний вес
Свик перешел в полусредний вес и возглавил турнир UFC Fight Night 12 против Джоша Буркмана, победив решением большинства судей. Затем Свик выступил на турнире UFC 85 против Маркуса Дэвиса, у которого была серия из шести побед в UFC перед боем. Свик контролировал бой и победил единогласным решением судей. Затем он наконец встретился с Джонатаном Гуле на турнире UFC: Fight for the Troops (или UFC Fight Night 16). Свик начал с характерного агрессивного шквала ударов, сбив Гуле с ног. Свик бросился добивать оппонента на земле, прежде чем рефери остановил бой.
Затем Свик встретился с Беном Сондерсом на UFC 99. После того, как Майк парировал попытку тейкдауна от Сондерса, быстро растянувшись и совершив собственный тейкдаун, Сондерс несколько минут удерживал Майка в защите, подавляя любые атаки и побуждая Свика насмехаться над ним за то, что он промедлил. Во втором раунде Свик нанёс прямой удар сразу после нескольких ударов, после чего последовал быстрый шквал ударов, завершивший впечатляющее выступление. В интервью после боя Свик напомнил о своей статистике 9-1 в UFC и заявил о своем интересе к титульному бою.
Свик должен был сразиться с Мартином Кампманном 19 сентября 2009 года на турнире UFC 103. Победитель должен был получить титульный бой против Жоржа Сен-Пьера. Однако все изменилось, когда 4 сентября было объявлено, что Свик получил травму во время тренировки и не сможет сразиться с Кампманном на UFC 103. Пол Дейли, дебютировавший в UFC, вышел на замену Свика и победил Кампманна техническим нокаутом.
Свик заменил травмированного Ким Дон Хёна и встретился с Дэном Харди 14 ноября 2009 года на турнире UFC 105. В интервью перед мероприятием Свик рассказал, что рад вернуться в полусредний вес, но признал, что не может сосредоточиться на Жорже Сен-Пьере до боя с Харди. Свик был на грани нокдауна после прямого удара правой руки Харди в начале первого раунда и это повторилось во втором и третьем раундах. Он проиграл бой единогласным решением судей.
На турнире UFC 109 6 февраля 2010 года Свик проиграл Паулу Тиагу техническим нокаутом после ручного треугольника после контратаки бразильца во втором раунде. Свик отказался от сдачи, в результате чего он потерял сознание.
В начале сентября Свик заявил, что ему неправильно поставили диагноз — болезнь желудка. Истинная болезнь вынудила его придерживаться очень мягкой и ограничительной диеты, из-за которой Свику было практически невозможно набрать и сохранить мышечную массу.
Ожидалось, что Свик вернется к бою против Дэвида Митчелла 22 января 2011 года на UFC Fight Night 23. Хотя и была вероятность, что Свик может вернуться к боям в среднем весе, Майк и Митчелл устно договорились о бое 22 января в полусреднем весе. Однако Митчелл был вынужден сняться с боя из-за травмы спины, а Свик чувствовал, что его желудок не полностью вылечился, поэтому бой был отменён.
Ожидалось, что Свик встретится с новичком промоушена Эриком Сильвой 27 августа 2011 года на турнире UFC 134. Однако 4 августа 2011 года было объявлено, что Свик вынужден сняться с боя из-за травмы колена.
Свик встретился с ДаМаркесом Джонсоном 4 августа 2012 года на UFC on FOX 4. Он победил Джонсона нокаутом на 1:20 второго раунда. Финиш наступил, когда Свик поймал удар ногой, сбил Джонсона с ног и нанес ныряющий удар, который немедленно отправил Джонсона в нокаут. Выступление принесло Свику награду «Нокаут вечера».
28 августа 2012 года было объявлено, что Свик подписал новый контракт на четыре боя с UFC.
Во втором бою после своего возвращения Свик встретился с Мэттом Брауном 8 декабря 2012 года на UFC on FOX 5. Свик проиграл бой, будучи нокаутированным во втором раунде.
Свик провел весь 2013 год на Пхукете строя свой спортзал мечты, AKA Thailand. В спортзале, одном из крупнейших в мире, находится крупнейший в Таиланде крытый тренировочный центр MMA и бразильского джиу-джитсу.
После двух с половиной лет отсутствия в активных боях Свик вернулся в октагон и встретился с Алексом Гарсией 11 июля 2015 года на UFC 189. Он проиграл бой единогласным решением судей. 16 июля 2015 года Свик опубликовал на своей странице в Facebook сообщение о том, что он официально завершает карьеру, чтобы сосредоточиться на управлении своим спортзалом AKA Thailand.

## Личная жизнь
Свик женился в 2008 году. Свик владеет и управляет собственным тренажерным залом в Пхукете, известным как AKA Thailand, который связан с главной штаб-квартирой Американской академии кикбоксинга в Сан-Хосе, Калифорния.
16 февраля 2022 года Свик объявил, что у него диагностировали рак, а затем в марте 2023 года объявил, что он излечился от рака.

## Фильм
Свик был показан в документальном фильме о смешанных боевых искусствах «Fight Life», который вышел в 2013 году. и получил несколько наград

## Титулы и достижения
- Ultimate Fighting Championship
  - Обладатель премии «Лучший нокаут вечера» (два раза) против Бен Сондерс, ДаМаркес Джонсон[англ.]

## Статистика в смешанных единоборствах
| Боёв 21  | Побед 15 | Поражений 6 |
| -------- | -------- | ----------- |
| Нокаутом | 8        | 2           |
| Сдачей   | 3        | 1           |
| Решением | 4        | 3           |

| Результат | Рекорд | Соперник         | Способ                                 | Турнир                          | Дата             | Раунд | Время | Место             | Примечание                                          |
| --------- | ------ | ---------------- | -------------------------------------- | ------------------------------- | ---------------- | ----- | ----- | ----------------- | --------------------------------------------------- |
| Поражение | 15-6   | Алекс Гарсия     | Единогласное решение                   | UFC 189                         | 11 июля 2015     | 3     | 5:00  | Лас-Вегас, США    |                                                     |
| Поражение | 15-5   | Мэтт Браун       | KO (удары)                             | UFC on Fox 5                    | 8 декабря 2012   | 2     | 2:31  | Сиэтл, США        |                                                     |
| Победа    | 15-4   | ДаМаркес Джонсон | KO (удары)                             | UFC on Fox 4                    | 4 августа 2012   | 2     | 1:20  | Лос-Анджелес, США | Лучший нокаут вечера.                               |
| Поражение | 14-4   | Паулу Тиагу      | Техническая сдача (ручной треугольник) | UFC 109                         | 6 февраля 2010   | 2     | 1:54  | Лас-Вегас, США    |                                                     |
| Поражение | 14-3   | Дэн Харди        | Единогласное решение                   | UFC 105                         | 14 июня 2009     | 3     | 5:00  | Манчестер, Англия |                                                     |
| Победа    | 14-2   | Бен Сондерс      | TKO (удары)                            | UFC 99                          | 13 июня 2009     | 2     | 3:47  | Кёльн, Германия   | Лучший нокаут вечера.                               |
| Победа    | 13-2   | Джонатан Гуле    | KO (удары)                             | UFC Fight Night 16              | 10 декабря 2008  | 1     | 0:33  | Фейетвилл, США    |                                                     |
| Победа    | 12-2   | Маркус Дэвис     | Единогласное решение                   | UFC 85                          | 7 июня 2008      | 3     | 5:00  | Лондон, Англия    |                                                     |
| Победа    | 11-2   | Джош Беркман     | Решением большинства                   | UFC Fight Night 12              | 23 января 2008   | 3     | 5:00  | Лас-Вегас, США    | Дебют в полусреднем весе.                           |
| Поражение | 10-2   | Юшин Оками       | Единогласное решение                   | UFC 69                          | 7 апреля 2007    | 3     | 5:00  | Хьюстон, США      |                                                     |
| Победа    | 10-1   | Дэвид Луазо      | Единогласное решение                   | UFC 63                          | 23 сентября 2006 | 3     | 5:00  | Анахайм, США      |                                                     |
| Победа    | 9-1    | Джо Риггс        | Сдача (гильотина)                      | UFC 60                          | 27 мая 2006      | 1     | 2:19  | Лос-Анджелес, США |                                                     |
| Победа    | 8-1    | Стив Виньо       | Сдача (гильотина)                      | UFC 58                          | 4 марта 2006     | 1     | 2:09  | Лас-Вегас, США    |                                                     |
| Победа    | 7-1    | Гидеон Рэй       | KO (удары)                             | UFC Fight Night 1               | 6 мая 2005       | 1     | 0:22  | Лас-Вегас, США    |                                                     |
| Победа    | 6-1    | Алекс Шёнауэр    | KO (удары)                             | The Ultimate Fighter 1 Finale   | 9 апреля 2005    | 1     | 0:20  | Лас-Вегас, США    |                                                     |
| Поражение | 5-1    | Крис Лебен       | KO (удары)                             | WEC 9                           | 16 января 2004   | 2     | 0:45  | Лемор, США        | Бой за вакантный титул чемпиона WEC в среднем весе. |
| Победа    | 5-0    | Буч Бэкон        | KO (удары)                             | SB 1 — Shootbox 1               | 23 августа 2003  | 1     | 0:26  | Орландо, США      |                                                     |
| Победа    | 4-0    | Кэнго Ура        | KO (удар коленом)                      | WEC 6                           | 27 марта 2003    | 3     | 0:31  | Лемор, США        |                                                     |
| Победа    | 3-0    | Джеймс Габерт    | Единогласное решение                   | WEC 4                           | 31 августа 2002  | 3     | 5:00  | Анкасвилл, США    |                                                     |
| Победа    | 2-0    | Джеймс Уитифилд  | TKO (удары)                            | NSFC — NW Submission Fighting 1 | 4 мая 2002       | 1     | 1:15  | Бойсе, США        |                                                     |
| Победа    | 1-0    | Виктор Белл      | Сдача (ручной треугольник)             | PRW — Power Ring Warriors       | 7 ноября 1998    | 1     | 2:10  | Хамбл, США        |                                                     |

## Статистика показательных выступлений ММА
| Результат | Рекорд | Соперник      | Способ                     | Турнир                 | Дата          | Раунд | Время | Место          | Примечание |
| --------- | ------ | ------------- | -------------------------- | ---------------------- | ------------- | ----- | ----- | -------------- | ---------- |
| Поражение | 0-1    | Стефан Боннар | Сдача (ручной треугольник) | The Ultimate Fighter 1 | 4 апреля 2005 | 1     | 4:55  | Лас-Вегас, США |            |